# Giulio Minervini
Giulio Minervini (Napoli, 9 agosto 1819 – Roma, 18 dicembre 1891) è stato un archeologo e numismatico italiano.

## Biografia
Figlio di Raffaele e di Luisa Avellino, nacque a Napoli il 9 agosto 1819. Tra i più illustri eruditi del suo tempo, si laureò dapprima in giurisprudenza ma abbandonò l'attività forense dopo soli cinque anni, spinto dall'animo romantico del tempo, per seguire le orme dello zio Francesco Maria Avellino e volgere i suoi interessi all'archeologia e alla letteratura. Nel 1840 realizzò la sua prima opera antiquaria il Mito di Ercole e Jole illustrato cogli antichi scrittori e co' commenti in dilucidazione di una pittura pompejana, in seguito inserita nelle Memorie della Real Accademia Ercolanese di archeologia della quale era socio corrispondente. Due anni dopo, nel 1842, cominciò a contribuire al Bullettino archeologico napoletano, il periodico del Real Museo Borbonico, fondato dallo zio F. M. Avellino e dal gesuita Raffaele Garrucci dove vennero editi la maggior parte dei suoi lavori. Fu nominato segretario perpetuo dell'Accademia Pontaniana ad Avellino e dal 1851 cominciò ad accrescere la sua attività di ricerca rivolgendosi alla numismatica illirico-adriatica, all'epigrafia latina e osca, all'interpretazione di monumenti figurati e all'illustrazione delle pitture vascolari.
In collaborazione con Raffaele Garrucci, Minervini istituì la nuova serie del Bullettino archeologico napolitano, che estendeva il campo di ricerca anche all'Etruria e alle terre italiche poco trattate nella precedente edizione; inoltre a supporto delle descrizioni di immagini e opere introdusse nuove rappresentazioni utilizzando la cromolitografia e la fotografia. Durante la sua carriera Minervini rivestì varie cariche, infatti fu nominato socio della Real Accademia Ercolanese, socio d'onore della Real Academia de arqueologìa di Madrid, corrispondente della R. Accademia di belle arti della Società R. Borbonica e membro onorario delle più importanti accademie umanistiche europee.
Nel 1860 divenne ispettore del Museo nazionale di Napoli per la sezione epigrafia e numismatica, ruolo che svolse fino al 1864. Al 1861 risale l'inaugurazione del nuovo Bullettino archeologico italiano che terminerà dopo un solo anno; sei anni dopo diventò bibliotecario della Biblioteca universitaria di Napoli, infine dal 1875 fu anche socio nazionale del Accademia dei Lincei.
Nell'ultimo periodo di attività si rivolse nuovamente alla letteratura e agli studi archeologici, morì a Roma il 18 dicembre 1891.

## Opere
- Giulio Minervini, Meditazioni filosofiche con note di Giulio Minervini, Stamperia Reale, 1837.
- Giulio Minervini, L'antica lapida napoletana di Tettia Casta, Da' Torchi del Tramater, 1845.
- Giulio Minervini, Saggio di osservazioni numismatiche, Cataneo, 1856.
- Memorie accademiche di Giulio Minervini, Napoli, 1862